# Ebenhofen
Das Pfarrdorf Ebenhofen (mundartl.: Eabəhofə) ist ein Ortsteil der Gemeinde Biessenhofen im schwäbischen Landkreis Ostallgäu (Bayern).

## Geografie
Ebenhofen ist ein Straßendorf und liegt zwischen der Wertach und der nordöstlich des Dorfes mündenden Kirnach und ist einer der vielen Hofen-Orte der Umgebung (Höfe oder Hof des Habo). Es hat ferner einen Haltepunkt an der Bahnstrecke Biessenhofen–Marktoberdorf.

## Geschichte
Bisher nur teilweise erforschte alemannische Reihengräber am Kirnachufer am Nordrand des Dorfes weisen auf eine erste Besiedlung der Gegend in der ersten Hälfte des 7. Jahrhunderts hin. Unter den dort ergrabenen Funden ist eine silberplattierte Hauptriemenzunge eines Männergürtels mit der lateinischen Aufschrift „DEVS IN ADIVTARIVM TVO INTE“, die auf ein bereits zu dieser Zeit bestehendes christliches Bekenntnis der Siedler hinweisen. An weiteren Funden sind eine vergoldete Scheibenfibel, bronzene Ohrringe und reich verzierte Lanzenspitzen zu nennen. Die erste urkundliche Erwähnung findet Ebenhofen als Hebenhofen in der Bulle von Papst Gregor IX. im Jahre 1239 unter den Besitzungen des Klosters Irsee. Später wurde das Dorf meist Hewen- und Haebenhofen benannt. 1334 war Ebenhofen ein Bestandteil der Herrschaft Kemnat. 
Das Wasserschloss östlich der Pfarrkirche war von 1415 bis 1497 Sitz der Herren von Rothenstein, die es für 1.500 rheinische Gulden an den im Dienste von Kaiser Maximilian stehenden Konrad Fuchs verkauften. Weitere Schlossherren waren die Adelsfamilien von Döffingen, von Hallweil, von Westernach, von Stücklitsch, von Perfall und zuletzt Joseph Ferdinand Wetzer.
Der Ort fiel im Reichsdeputationshauptschluss 1803 an das Kurfürstentum und spätere Königreich Bayern. Mit dem bayerischen Gemeindeedikt von 1818 wurde die Gemeinde Ebenhofen begründet. Am 1. April 1971 wurde Ebenhofen in die Gemeinde Altdorf eingegliedert. Am 23. Dezember 1976 wurde diese in Biessenhofen umbenannt.

## Einwohnerentwicklung
1529 zählte der Ort 37 Häuser. Bis 1809 stieg die Zahl der Häuser auf 66. Heute hat Ebenhofen ca. 1.400 Einwohner.

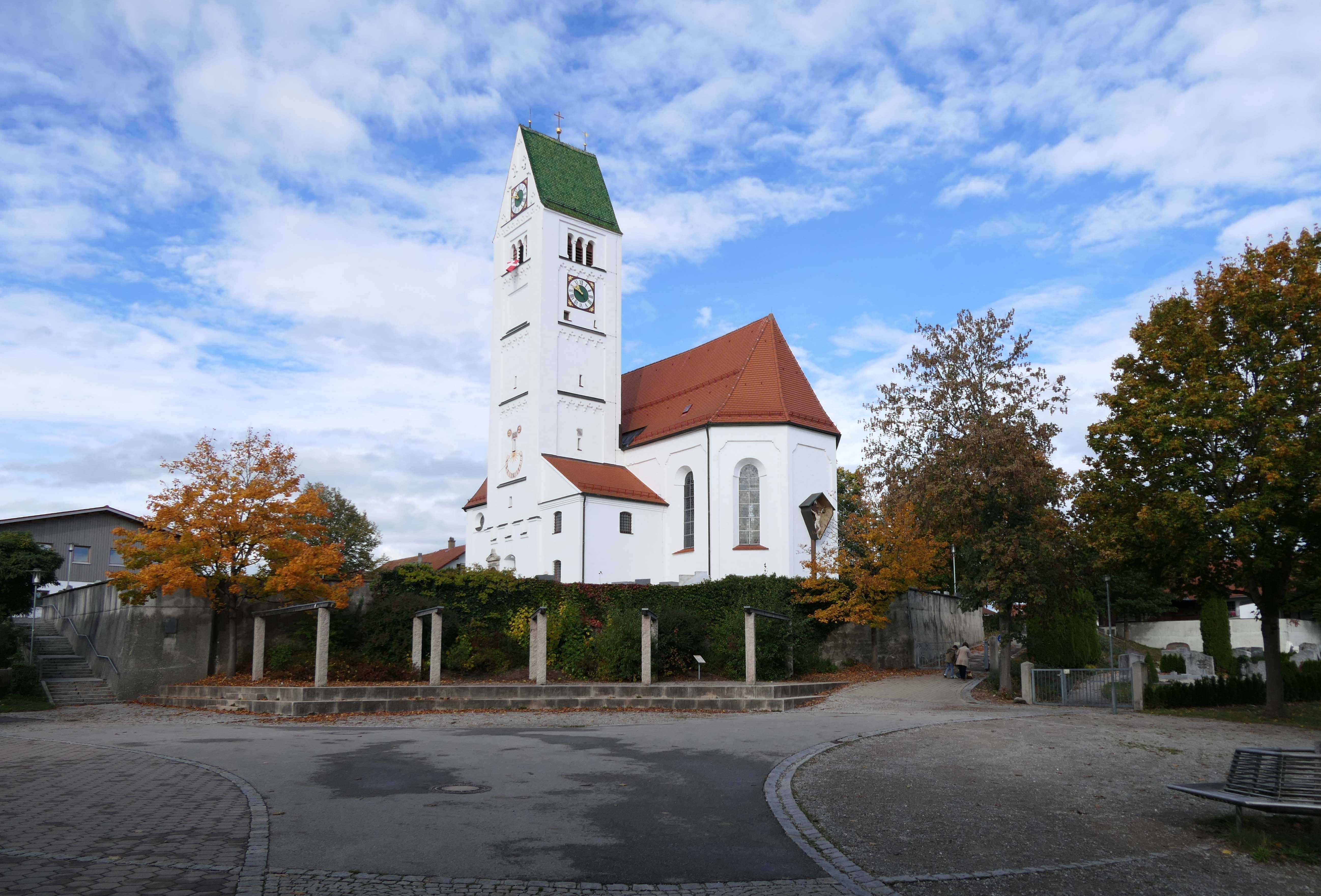
Pfarrkirche St. Peter und Paul in Ebenhofen von Südosten

## Sehenswürdigkeiten
- Katholische Pfarrkirche St. Peter und Paul
- Pfarrhaus
- Hirten- und Heimatmuseum Baschtlehaus Ebenhofen[4]

## Bildung
- Kindergärten: 1
- Grundschulen: 1

## Persönlichkeiten
- Adelsfamilie Rothenstein-Ebenhofen
- Hans Vetter († 1521), Pfarrer, während seines aufopferungsvollen Dienstes in der Pestzeit gestorben[5]
- Konrad Fuchs (I.) von Ebenhofen († 1561), Lehensmann im Dienste Maximilians I.[6]
- Konrad Fuchs (II.) von Ebenhofen († 1535), nahm im Dienste Karls V. am Tunisfeldzug teil[7]
- Ludwig Fuchs von Ebenhofen, dritter Sohn Konrads (I.), Kaiserlicher Rat[7]
- Gebrüder Hindelang, Orgelbauer im 19. und 20. Jahrhundert
- Sigrid Plundrich (* 1979), Sopranistin
- Sternblut, Rock- und Popband
- Dorothea Wachter (* 1912), Schriftstellerin